# Luis Paulo Supi
Luis Paulo Supi (Catanduva, 10 de octubre de 1996) es un Gran Maestro de ajedrez brasileño. En un juego relámpago en línea jugado en mayo de 2020, derrotó al actual campeón mundial Magnus Carlsen en 18 movimientos después de sacrificar a su propia reina. El partido recibió atención mundial cuando Carlsen lo transmitió en vivo. y se quedó sin palabras tras su derrota. En abril de 2021, Chess.com otorgó a ese juego el primer lugar en su Concurso de juegos inmortales de Chess.com.

## Trayectoria
Nacido en Catanduva, São Paulo, Supi recibió los títulos FIDE de Maestro FIDE (FM) y Maestro Internacional (IM) en 2013 y Gran Maestro (GM) en 2018.
En un torneo relámpago en línea organizado por Internet Chess Club en mayo de 2015, el gran maestro estadounidense Hikaru Nakamura acusó a Supi de hacer trampa (Supi había derrotado a Nakamura). Los jueces del torneo aceptaron la acusación de Nakamura, revirtieron el resultado del partido y expulsaron a Supi del torneo. El gran maestro brasileño Rafael Leitão escribió en su sitio web personal: "Es absurdo acusarlo de usar un motor en este partido. El partido está lleno de errores tácticos. Nakamura jugó extremadamente mal y, sinceramente, no habría sobrevivido mucho contra cualquier motor dado su pésima apertura".
Ganó el Campeonato Panamericano Juvenil en el 2016 en el desempate de Kevin Joel Cori Quispe de Perú. Ambos jugadores habían anotado 8 puntos.
En abril de 2018, recibió el título de Gran Maestro (GM). Representó a Brasil en la Olimpiada de Ajedrez de 2018 y terminó con una puntuación de 6½/10 (+5-2=3) en el tercer tablero.
En un juego relámpago en línea jugado en mayo de 2020, Supi derrotó a Magnus Carlsen en 18 movimientos después de sacrificar su propia reina. El juego se hizo popular en las redes sociales, ya que Carlsen lo transmitió en vivo y quedó sorprendido por el último movimiento. En abril de 2021, Chess.com otorgó a ese juego el primer lugar en su Concurso de juegos inmortales de Chess.com. El partido recibió atención mundial cuando Carlsen lo transmitió en vivo. y se quedó sin palabras tras su derrota.
El 4 de noviembre de 2021, se convirtió en Campeón de Brasil de Ajedrez (87.º Campeonato Brasileño de Ajedrez Absoluto).
En enero de 2023, Supi participó en el Torneo Tata Steel 2023 en la categoría Challengers, competencia que reúne a los principales ajedrecistas del mundo en Wijk aan Zee, Países Bajos. En ese momento, con victorias sobre la MI Eline Roebers, el GM Velimir Ivić y el GM Abhimanyu Mishra, obtuvo una actuación de 7/13, lo que le valió el sexto lugar en la clasificación general.